# Rivadavia (Salta)
Rivadavia é um município da província de Salta, na Argentina.

## Localização
Está localizada a 387 km da cidade de Salta, capital da província.
O departamento de Rivadavia está organizado em três municípios: Pilcomayo (Santa Victoria Este), Rivadavia Banda Norte (Morillo) e Rivadavia Banda Sur (com três centros urbanos: La Unión, Santa Rosa e Rivadavia).
Santa Victoria Este se conecta com a RP 13, que comunica o município com o restante da província por meio de 145 km de estrada de cascalho em estado regular a ruim, apesar do esforço para mantê-lo.
Rivadavia Banda Sur está localizada a 400 km (aprox) da cidade de Salta e pode ser alcançada por duas rotas diferentes, a mais usada é a Rota 34 até antes de chegar a San Pedro (S.S de Jujuy) para pegar a estrada que leva a La Estrella . A segunda é por estrada de terra desde Las Lajitas.

## População
Tinha 8.126 famílias correspondendo a 30.449 habitantes segundo o último CENSO 2010. Dados INDEC
A população é formada por indígenas e crioulos.

## Festa do Padroeiro
- Senhor e Virgem dos Milagres, 15 de setembro

Rivadavia é acessada pela RP 13, que desde La Estrella conecta o município com o resto da Província através de 144 km de estrada de cascalho em mau estado, apesar dos esforços para mantê-la, principalmente devido ao fluxo permanente de caminhões que transportam madeira derrubadas na floresta do Chaco.
Um problema ambiental de Rivadavia é o desmatamento, principalmente devido à extração de vários tipos de madeira encontrados na área. Devido ao desmatamento indiscriminado, espécies como o quebracho branco e vermelho, a tipa, a alfarrobeira, o palo santo, o palo amarelo correm o risco de desaparecer, alterando o meio ambiente e prejudicando os povos indígenas que dependem dele para sua subsistência.
As secas dos anos 2011 a 2013 demonstraram o forte impacto das alterações climáticas e afectam a população em geral, mas sobretudo as comunidades originárias de Wichi pela sua vulnerabilidade e principalmente porque os seus recursos naturais de subsistência são afetados, muitas espécies nativas estão desaparecendo.

## Rio Teuquito ou Bermejito

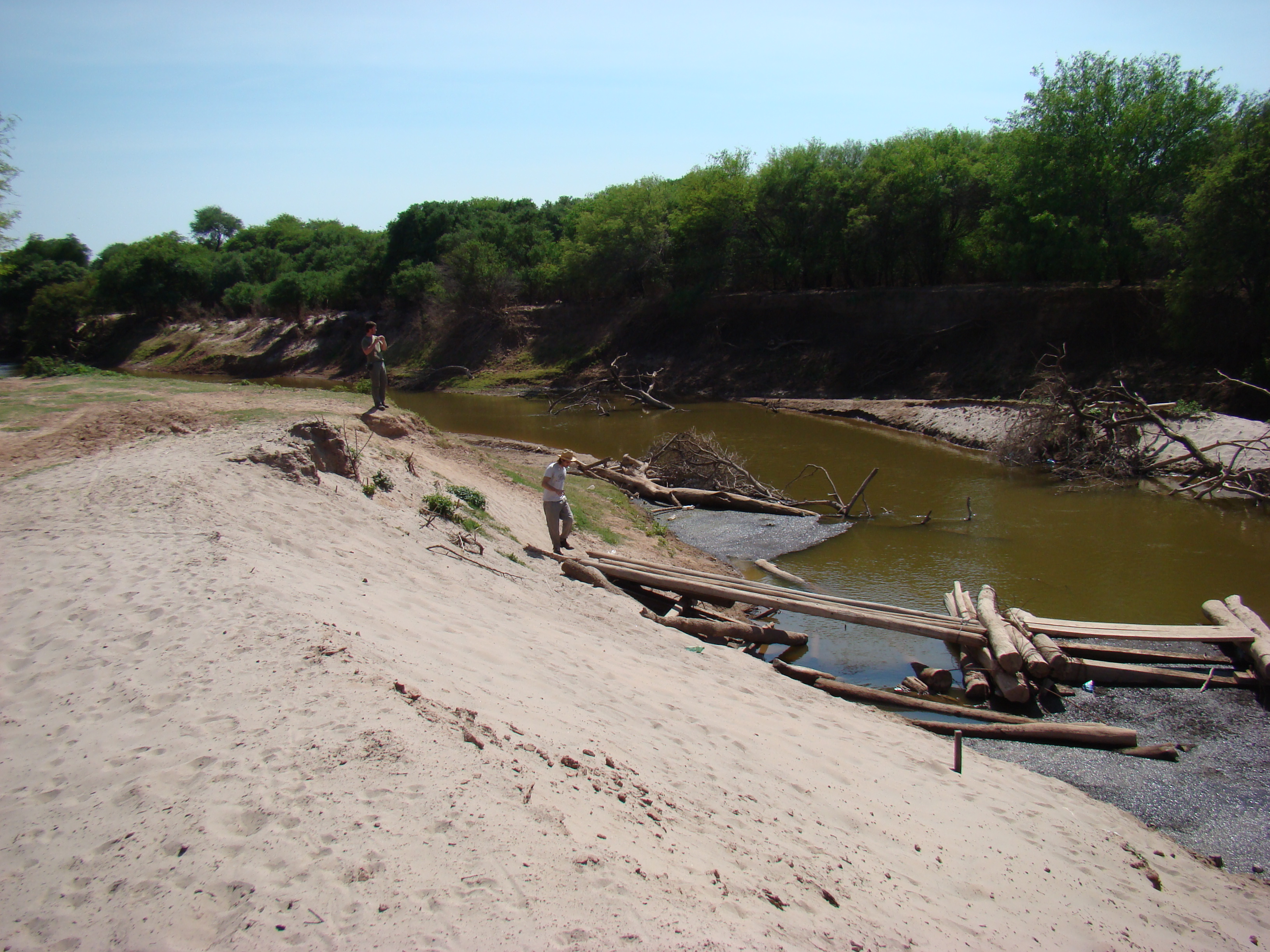
Río Teuco, perto de Rivadavia Banda Sur.

A cidade de Rivadavia foi fundada às margens do Río Bermejo, mas no último terço do século XX mudou seu curso e ocupa um canal muitos quilômetros ao norte, o [[Río Teuco] ]]. O antigo canal, agora chamado Río Bermejito ou Teuquito, ainda corre 1,5 km ao sul de Rivadavia, mas seu fluxo é muito variável: no inverno e na primavera costuma ser seco, enquanto no verão e no outono traz água do rio O rio Bermejo, do qual atua como relevo, e os rios Del Valle e Dorado, vindos da área de Apolinario Saravia, às vezes produzindo grandes inundações.
No entanto, esses aportes estivais e a grande quantidade de sedimentos que eles aportam geram a formação de madrejones que funcionam como reservas de água, que permitem o abastecimento de água durante a estação seca tanto para os animais quanto para os habitantes da área.

## Tempo

### Registro de Calor
A cidade detém um recorde recorde climático: em 11 de dezembro de 1905 os termômetros marcaram uma temperatura de 48,9 °C ( 120,0° F). Alguns anos depois, em 2 de janeiro de 1920, esse recorde cairia devido ao registro de uma nova marca, que é produzida na cidade de Villa María del Río Seco (província de Córdoba) onde 49,1  °C foram registrados, tornando-se a temperatura mais alta já registrada na América do Sul[carece de fontes?]  Registros meteorológicos na Argentina
O clima de Rivadavia é do tipo clima semiárido quente (BSh) , segundo a classificação climática de Köppen.
Predefinição:Clima

## Animais selvagens

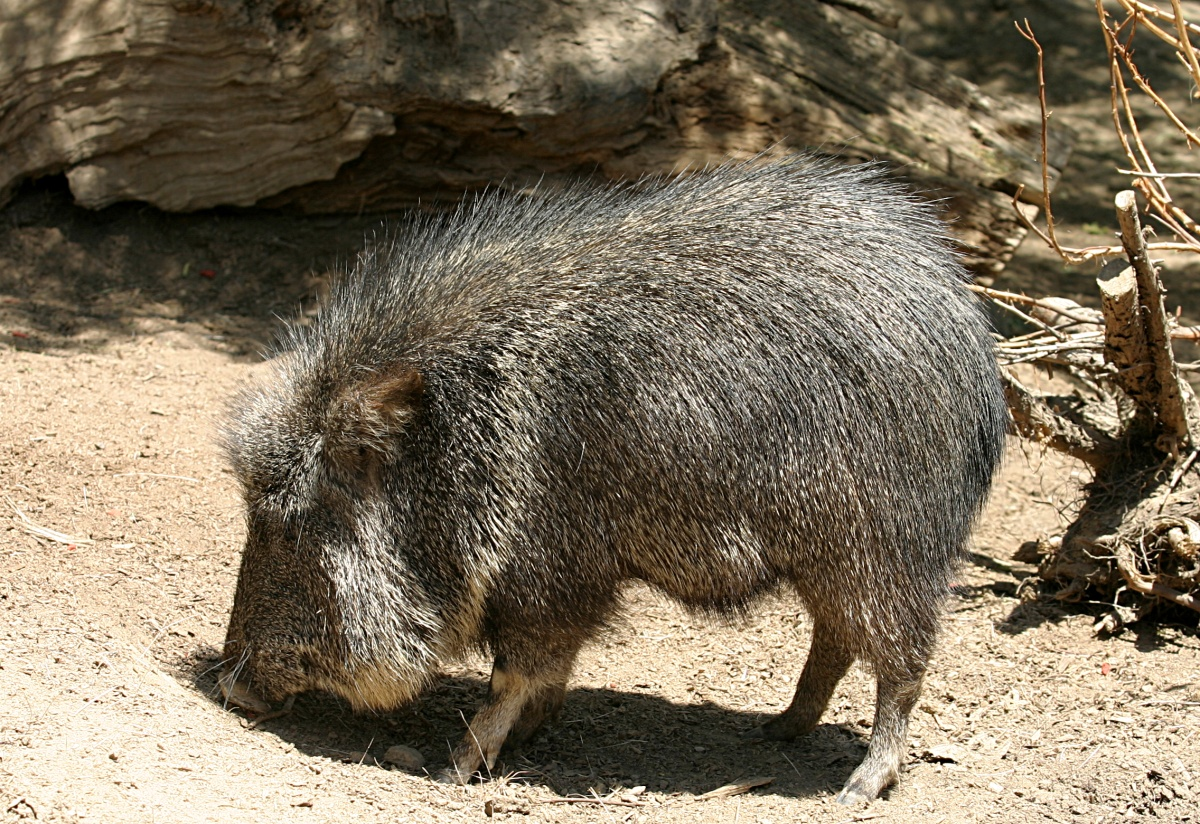
O quimilero pig, uma das espécies mais destacadas da fauna que habita Rivadavia.

Nesta localidade, descobriu uma nova espécie de carrapato: Amblyomma boeroi, que parasita quimilero porco, uma das três espécies de pecaries que habitam o oeste distrito do província fitogeográfica do Chaco.

## Paróquias da Igreja Católica em Rivadavia
| Diocese   | New Oran                                             |
| --------- | ---------------------------------------------------- |
| Paróquias | Nossa Senhora da Piedade, Senhor e Virgem do Milagre |